# Константинов, Пётр Константинович
Пётр Константи́нович Константи́нов (1830 — 4 (16) марта 1890) — русский гравёр и литограф, академик (с 1868) и почётный вольный общник (с 1882) Императорской Академии художеств.

## Биография
Незаконнорождённый сын гравёра Константина Яковлевича Афанасьева, Пётр Константинович родился в 1830 году.
Учился в Императорской Академии художеств (1854—1859) под руководством Ф. И. Иордана, который очень ценил его. В 1859 году был выпущен со званием неклассного художника. Вскоре он получил место гравёра в экспедиции заготовления государственных бумаг, где работал до конца жизни — занимался преимущественно ретушированием медных досок, гравированных гелиографическим способом. Награждён малой золотой медалью Академии художеств (1863). Получил звание академика (1868) за гравюру «Несение Креста» с картины Себастьяно дель Пьомбо.
Оригинальных работ им было исполнено немного, но все они выказывают его умение классически владеть резцом и достигать живописности. Из числа их наиболее известны: «Болото», большая гравюра с эрмитажной картины Я. Рюисдаля, начатая С. Галактионовым и оконченная Константиновым — за неё он и получил в 1859 году звание неклассного художника; портрет отца художника К. Я. Афанасьева; «Богоматерь в облаках» с оригинала Дольче, портреты К. Я. Афанасьева, Баратынского, Грибоедова, Пенингера, С. С. Уварова, Шебуева, А. П. Корнилова; «Христос, оплакиваемый ангелами», по рисунку Ф. И. Иордана с картины Фр. Альбани — за это произведение академия признала Константинова в 1882 году своим почётным вольным членом.
Особенно много Константинов работал над изготовлением досок для гелиогравюр. По свидетельству Д. А. Ровинского, постоянным сотрудником которого он был в его изданиях, Константинов довёл это дело до необыкновенного совершенства. Ретушированные им доски и гелиогравюры были сделаны с таким искусством, что их было почти невозможно отличить от оригиналов, портрет Виниуса на Амстердамской выставке произвёл сенсацию.
Скончался в Санкт-Петербурге 4 (16) марта 1890 года на 60-м году жизни; похоронен на Большеохтинском кладбище.